# Paralaophonte royi
Paralaophonte royi is een eenoogkreeftjessoort uit de familie van de Laophontidae. De wetenschappelijke naam van de soort is voor het eerst geldig gepubliceerd in 1932 door Jakubisiak.